# تپه کاوله گند
تپه کاوله گند مربوط به سدهٔ ۸–۶ ه.ق است و در شهرستان ارومیه، بخش سیلوانه، دهستان دشت، روستای راژان واقع شده و این اثر در تاریخ ۲۵ آبان ۱۳۸۷ با شمارهٔ ثبت ۲۳۵۶۴ به‌عنوان یکی از آثار ملی ایران به ثبت رسیده است.